# Vancouver (Cité de)
Pour les articles homonymes, voir Vancouver (homonymie).
Cité de Vancouver est une ancienne circonscription électorale fédérale de la Colombie-Britannique, représentée de 1904 à 1917.
La circonscription de Cité de Vancouver est créée en 1903 d'une partie de la circonscription de Burrard. Abolie en 1914, elle est redistribuée parmi la nouvelle circonscription de Burrard, Vancouver-Centre et Vancouver-Sud.

## Géographie
En 1903, la circonscription de Cité de Vancouver comprenait:
- Les districts provinciaux de Vancouver City, Vancouver-Sud, Vancouver-Nord et Richmond
- Elle fut délimitée par la l'embouchure de la rivière Squamish, la Howe Sound et la péninsule Burrard

## Députés
1. 1904-1908 — Robert George Macpherson, PLC
2. 1908-1911 — George Henry Cowan, CON
3. 1911-1917 — Henry Herbert Stevens, CON

- CON = Parti conservateur du Canada (ancien)
- PLC = Parti libéral du Canada